# الطريق الدولي اليوناني 39
الطريق الدولي اليوناني 39 هو طريق سريع
في اليونان. وهو يوصل تريبولي وأسبرطة و غيثيو ببعضهم البعض. وهو متصل بالطريق الدولي اليوناني 7 (كورنث - كالاماتا) في تريبولي، ومع الطريق السريع موريس (كورنث - كالاماتا) شمال تريبولي، ومع الطريق الدولي اليوناني 82 (بيلوس - كالاماتا - أسبرطة) في إسبرطة، ومع الطريق الدولي اليوناني 86 (كروكييس - مونيمفاسيا) في كروكييس. الطريق الدولي اليوناني 39 يتزامن معالطريق الأوروبي إي 961 في معظم طوله.